# 巴基斯坦—辛巴威關係
巴基斯坦－辛巴威關係指的是巴基斯坦與辛巴威之間的雙邊關係。巴基斯坦目前在辛巴威首都哈拉雷設有大使館。
這兩個國家之間有著值得注意的文化與政治關係，例如之前聯合防禦條約的發起和參與。巴基斯坦政府曾經承諾：「會以一切可能的方式繼續提供援助給正處在一個充滿挑戰的時代的辛巴威，並努力鞏固兩國之間友好的關係。」

## 軍事合作與投資
巴基斯坦與辛巴威之間的軍事合作可以追溯到國家獨立前的內戰。內戰期間，巴基斯坦提供了大量的物資支持辛巴威境內的黑人武裝組織，並協助重建因戰火而摧毀的圭洛空軍基地。國防事務方面，巴基斯坦空軍和辛巴威空軍有密切的合作。2007年時，巴基斯坦派出幾名高級軍事專家，以協助增強穆加比政權的軍隊實力。專家們將派駐在辛巴威兩年，而這段時間的經費則由辛巴威政府以美元支付。
儘管辛巴威的經濟情勢不甚理想，來自巴基斯坦的投資者仍然持續探索著在該國的投資機會。近年來兩國的貿易合作趨向合資方面，巴基斯坦也推動解決辛巴威貧困問題的計畫。